# Часовня Александра Невского (Елец)
Часо́вня Алекса́ндра Не́вского — православная часовня в городе Ельце Липецкой области, построенная в память погибших в горячих точках, положивших жизни свои по приказу Родины. Расположена на Орловском шоссе, на территории городского кладбища.
25 августа 1998 г. Елецкое областное отделение Российского фонда инвалидов войны в Афганистане обратилось в администрацию города с просьбой о выдаче задания на проектирование при новом кладбище памятной часовни в честь воинов, погибших в Афганистане и Чечне. Закладка часовни произведена была раньше, так как выбор места под строительство часовни и устройство фундаментов уже состоялись в 1996 г., но документы на неё не были оформлены. Согласно эскизу, выполненному елецким архитектором А.А. Коваленко, часовня должна быть освящена во имя св. Георгия Победоносца, поскольку предполагает над входом изображение св. Георгия, поражающего змия. Однако строящаяся часовня своим обликом значительно отличается от первоначально задуманной.